# Nadja (band)

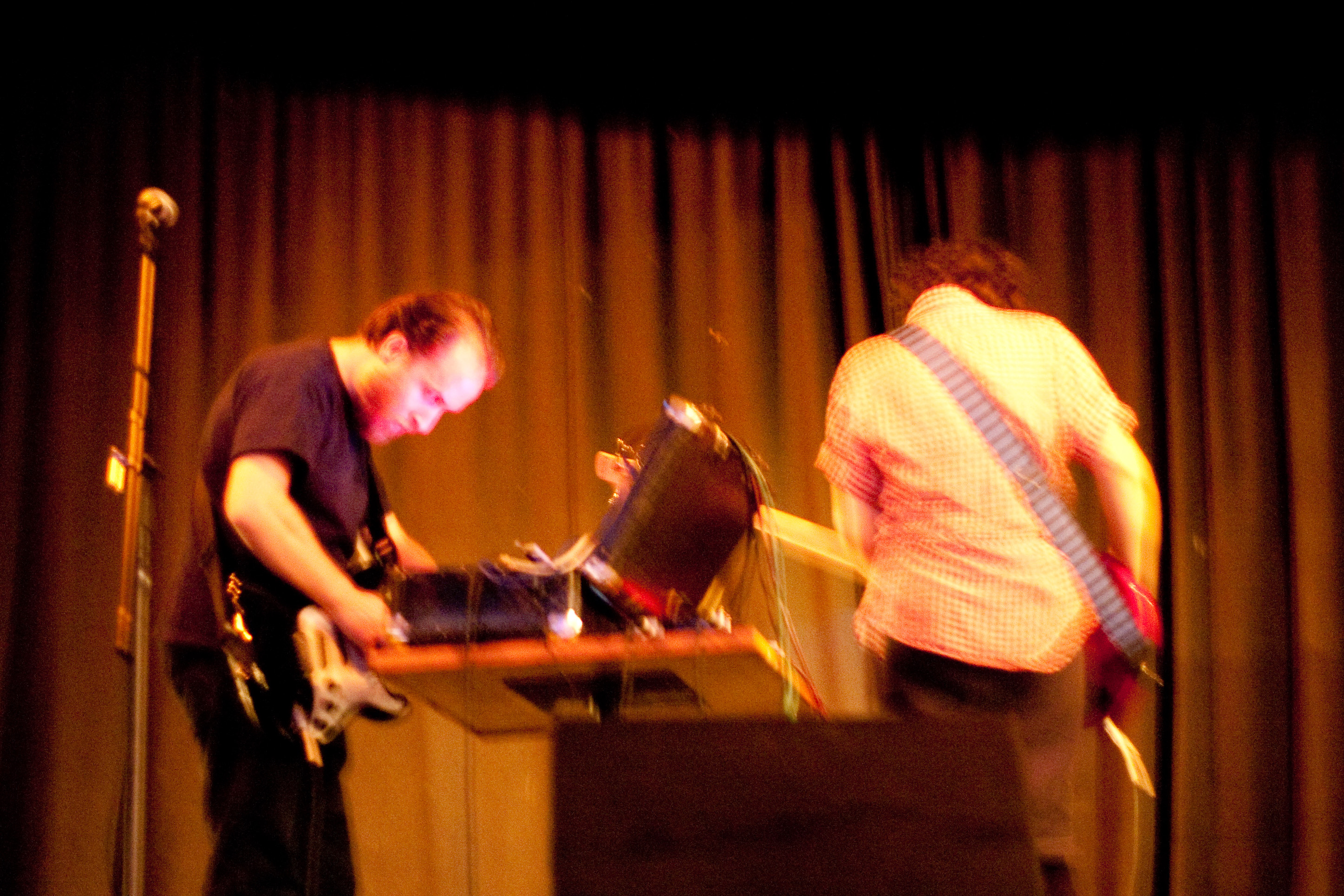
Nadja live in Toronto, 2009

Nadja is een metalduo dat bestaat uit Aidan Baker (gitaar, zang, piano, houten blaasinstrumenten en drums) en zanger-bassist Leah Buckareff. Het duo trad op in de gehele wereld, waaronder Nederland en België.
In veel nummers zijn elementen terug te vinden uit genres als drone metal/drone, doommetal, post-rock, ambient en shoegaze. Aidan Baker omschrijft hun muziekstijl zelf gewoonlijk als 'ambient metal' of 'ambient doom', zo liet hij in een interview weten.

## Discografie
- 2003 - Touched
- 2003 - Skin Turns to Glass
- 2003 - Corrasion
- 2005 - Bodycage
- 2005 - Bliss Torn from Emptiness
- 2005 - Truth Becomes Death
- 2007 - Thaumogenesis
- 2007 - Radiance of Shadows
- 2008 - Desire in Uneasiness
- 2008 - The Bungled & the Botched
- 2009 - Belles Bêtes
- 2009 - When I See the Sun Always Shines on T.V.
- 2009 - Under the Jaguar Sun
- 2010 - Autopergamene